# Fernando Meligeni
Fernando Ariel Meligeni (Buenos Aires, Argentina, 12 de abril de 1971) es un extenista brasileño. Fue el primer extranjero en competir en los Juegos Olímpicos con la bandera brasileña.
Meligeni nació en Buenos Aires, Argentina, pero se mudó con su familia a São Paulo, Brasil, cuando tenía cuatro años de edad. Como juvenil, ganó el tradicional torneo Orange Bowl en 1989, finalizando como n.º  3 del escalafón mundial juvenil en dicho año. Meligeni entró al profesionalismo en 1990, optando por la nacionalidad brasileña.
Ganó su primer torneo de individuales de la ATP Tour en 1995, en el Abierto sueco de Bastad, Suecia. En 1996, Meligeni ganó su segundo torneo de individuales en Pinehurst, Carolina del Norte, venciendo al veterano Sueco Mats Wilander en la final.
En la Juegos Olímpicos de 1996 en Atlanta, Georgia alcanzó las semifinales, donde fue vencido por el español Sergi Bruguera. En el partido por la medalla de Bronce perdió contra Leander Paes de India.
En 1998, Meligeni ganó su tercer título ATP en individuales en Praga, República Checa, venciendo al entonces 6º del mundo Yevgeny Kafelnikov de Rusia en uno de los partidos.
Meligeni alcanzó el pico en su carrera en 1999, con una gran performance en Roland Garros. Venció al entonces n.º 3 Patrick Rafter, de Australia, al entonces n.º 14, el español Félix Mantilla, y al entonces n.º 6 Àlex Corretja, también de España, para finalmente ser derrotado en las semifinales por el ucraniano Andrei Medvedev. Esta fue su mejor participación en individuales en un torneo de Grand Slam, lo cual le ayudó a alcanzar el puesto n.º 25 del escalafón mundial.
Fue también miembro del equipo de Copa Davis de Brasil, con un récord total de 13 ganados y 16 partidos perdidos. 
Sumados a sus tres títulos de individuales, Meligeni también ganó 7 campeonatos de dobles de la ATP Tour, haciendo pareja en la mayoría de las ocasiones con Gustavo Kuerten.
Meligeni se retiró del circuito profesional en 2003, jugando su último partido contra el chileno Marcelo Ríos en la final de los Juegos Panamericanos de 2003 disputados en Santo Domingo, República Dominicana, el cual lo ganó en 3 sets. 
Dos años más tarde, fue nominado para ser capitán del equipo de Copa Davis de, al cual renunció en enero de 2007, debido a sus diferencias políticas con la Confederación de Tenis de Brasil. A pesar de su récord positivo, su popularidad como capitán ante la prensa y la hinchada nunca fue buena, destacando la toma de decisiones controvertidas a la hora de seleccionar jugadores para representar al equipo, insistiendo en jugadores que se encontraban fuera de forma, tales como Flávio Saretta y Gustavo Kuerten, dejando de lado jugadores mejores posicionados en el ranking de la ATP, como Marcos Daniel y Thiago Alves. Se reportaron dificultades de control de armonía entre los jugadores.

## Títulos

### Individuales
| Leyenda                |
| Grand Slam (0)         |
| Tennis Masters Cup (0) |
| ATP Masters Series (0) |
| ATP Tour (3)           |

### Finales de Individuales
- 1995: Ciudad de México (perdió con Thomas Muster)
- 2001: Costa do Sauipe (perdió con Jan Vacek)
- 2002: Acapulco (perdió con Carlos Moyà)

### Dobles
| Leyenda                |
| Grand Slam (0)         |
| Tennis Masters Cup (0) |
| ATP Masters Series (0) |
| ATP Tour (7)           |